# Turčín Poničan
Turčín Poničan je lyricko-epická báseň s baladickými tóny slovenského romantického básníka Sama Chalupky. Prvně vyšla roku 1863 v časopise Sokol, knižně pak v autorově básnické sbírce Spevy z roku 1868. Jde o zveršovanou pověst s tematikou protitureckých bojů se silnými folklórními rysy včetně motivů z ukrajinských lidových písní.

## Obsah básně
Tématem básně je rodinná tragédie vzniklá v důsledku války., kterou je možné zevšeobecnit jako tragédii celého národa. Turci přepadnou slovenskou obec Poniky. Jeden Turčín (Turek) nalezne ukrývající se starou ženu, přiváže si ji ke koni a odvleče k sobě domů, aby se starala o jeho malého synka. Odůvodňuje to tím, že Slováci jsou na rozdíl od Maďarů odbojný a hrdý národ a že nad slovenský zpěv ve světě není.
Turčín sedí, kávu pije
a Turkyňa zlatom šije:
a starká si spieva tíše
a Turčiatko im kolíše.
„Hajaj, búvaj, krásno dieťa!
Donesiem ti z hája kvieťa;
donesiem ti z ruže púčok,
veď si ty môj milý vnúčok.“
Jakmile to otec dítěte uslyší, hned na starou ženu vyjede: „Ako ty smieš to spievati? Či si mu ty stará mati?. A žena mu odpoví: 
„Raz Poniky rabovali,
syna môjho sebou vzali;
syna môjho v treťom roku,
mal on hviezdu, znak na boku.
Turčín pochopí, že stará žena je jeho matka. Se svou manželkou ji odprosí, přijímají ji za svou, snaží se ji zařadit do své rodiny a nabízejí jí snadný život.
A Turčín a jeho žena
hodili sa na kolená:
„Odpusť, mati, svojmu synu
prevelikú jeho vinu.
Nebudeš už otrokovať,
s nami budeš tu panovať,
chodiť, ako my, vo zlate
a spočívať na zamate.“
Matka ale odmítne žít v přepychu v pohanské zemi, i když po boku svého syna. Její nadosobní láska k vlasti zvítězí nad mateřskými city.
„Udeľ vám Boh, deti moje,
sväté požehnanie svoje,
ale túžba moja letí
len ta, kde kríž z veže svieti.
Ta do vlasti mojej lona,
na tie krásne brehy Hrona:
tam kvitol kvet mojej mladi,
inde sa mne žiť nesladí.
Tam pod krížom starší moji
v tichých hroboch spia v pokoji;
tam — keď bude vôľa božia —
i mňa ku nim nech uložia.“
Křesťanský hrob s předky je básníkem považován za obraz národního povědomí a národní identifikace.

## Operní adaptace
Na motivy básně napsal slovenský básník Ján Smrek libreto k opeře Jána Cikkera Beg Bajazid (1957).

## Česká vydání
- Turčín Poničan, in CHALUPKA, Samo. Zpěvy, Praha: Státní nakladatelství krásné literatury a umění 1962, přeložil Jiří Valja.